# Doublecortina
Quello della doublecortina (in inglese: Doublecortex; lissencephaly, X-linked (doublecortin)), noto anche come DCX, è un gene che si trova nel cromosoma X, braccio q, banda 22,3-23.
La doublecortina (DCX) è una proteina associata ai microtubuli che viene espressa da cellule precursori neuronali e da neuroni immaturi in strutture corticali dell'embrione e dell'adulto. I precursori delle cellule neuronali cominciano ad esprimere la DCX mentre si dividono attivamente, e le loro cellule neuronali figlie continuano a esprimere il gene DCX per 2-3 settimane mentre le cellule maturano per diventare neuroni. La downregulation della DCX comincia dopo 2 settimane, e avviene allo stesso tempo che queste cellule cominciano ad esprimere la proteina NeuN, un marker dei neuroni maturi.
Dipendendo dal fatto che la DCX viene espressa esclusivamente nei neuroni in sviluppo, questa proteina è stata usata, e la si usa sempre di più come un marker per la neurogenesi. In effetti, i livelli di espressione di DCX aumentano in conseguenza all'esercizio, fatto che avviene parallelamente all'aumento dell'espressione della proteina BrdU, il cui "labelling" è considerato attualmente un "gold standard" nella misurazione della neurogenesi.

## Interazioni
Si è dimostrato che la Doublecortina interagisce con la proteina PAFAH1B1 (gene LIS1).

## Patologie associate al gene DCX
Le patologie associate a questo gene possono presentarsi per delezione del gene, in modo diverso se avvengono
in eterozigosi oppure in omozigosi (forma più grave). Mutazioni puntiformi che non portano all'arresto della produzione della proteina possono consentire la formazione di proteine più o meno funzionanti.
- Eterotopia a banda sottocorticale
- Lissencefalia associata al cromosoma X (gene DCX)
- Sindrome della doppia corteccia (gene DCX =Double CorteX)